# Renate Müller
Renate Müller (Monaco di Baviera, 26 aprile 1906 – Berlino, 7 ottobre 1937) è stata un'attrice e cantante tedesca.
Fu una delle attrici di maggior successo del cinema tedesco dei primi anni trenta. Corteggiata dal partito nazista per apparire in film che promuovevano gli ideali del nazionalsocialismo, l'attrice rifiutò di prendervi parte. La sua improvvisa morte a soli trentun anni, nel 1937, fu inizialmente attribuita all'epilessia ma, dopo la guerra, si teorizzò che potesse essere stata uccisa dalla Gestapo, mentre un'altra teoria ipotizza si sia suicidata. Le vere circostanze della sua morte non vennero mai chiarite.

## Biografia
Renate Müller nacque a Monaco in un'agiata famiglia dai vasti interessi culturali. Sua madre, che era tedesca ma nata in Sudamerica, si interessava di pittura e dipingeva. Suo padre, redattore capo della Münchner Zeitung, era uno storico. La giovane Renate crebbe in un ambiente colto e, quando nel 1924 la famiglia si trasferì a Berlino, lasciata la più tradizionale e provinciale Baviera, lei si trovò a vivere in una delle città più vivaci e stimolanti d'Europa. Decisa a diventare attrice, riuscì a entrare nell'accademia d'arte drammatica di Max Reinhardt dove ebbe come insegnante, tra gli altri, anche Georg Wilhelm Pabst che ne riconobbe subito le doti e il talento.
Iniziò a calcare le tavole del palcoscenico già dopo il primo anno di accademia, messa sotto contratto da Pabst che la prese per la stagione estiva del suo Harzer Bergtheater. Lavorò quindi al Lessing Theater di Berlino e per la Jünge Buhne. Si trovò a recitare con alcuni degli attori più noti della scena teatrale tedesca, come il celebre Alessandro Moissi.

### Carriera cinematografica
Il suo esordio cinematografico si deve a Reinhold Schünzel che, nel 1929, la volle al proprio fianco, protagonista femminile in Peter der Matrose. La giovane attrice riscosse subito un notevole successo che le aprì le porte del cinema. Nei suoi primi film, interpretò alcuni ruoli drammatici come quello in Revolte im Erziehungshaus che le fu affidato da Georg Asagaroff, un regista russo già aiuto regista e collaboratore di Yakov Protazanov. Il film, ambientato in un riformatorio, originariamente avrebbe dovuto avere una connotazione dai chiari intenti socialisti, ma quando uscì in sala, i toni della pellicola erano decisamente stati annacquati dai tagli della censura.
La giovane attrice girò poi la commedia drammatica di ambiente sportivo Liebe im Ring del 1930, film sulla boxe che aveva come protagonista il campione dei pesi massimi Max Schmeling. Un altro roccioso partner con cui dovette confrontarsi fu l'attore altoatesino Luis Trenker, che affiancò ne I cavalieri della montagna, film diretto dall'italiano Mario Bonnard. Dopo Alle soglie dell'impero, uno dei cosiddetti Fridericus-Rex-Filme, film a grosso budget dedicati a celebrare la figura di Federico il Grande, Renate Müller imbroccò un film perfetto per lei, Die Privatsekretärin, una commediola dai toni rosati che la vedeva nei panni di una dattilografa svelta e graziosa alla conquista del principale. Il film ebbe un grande successo, con varie versioni girate per i mercati esteri (in Italia, fu Elsa Merlini a interpretare la nostrana segretaria privata).
Rivelatasi eccellente interprete del genere leggero, Renate Müller si trovò protagonista di una serie di film che sfruttavano le sue doti di attrice brillante e di cantante. Uno dei più famosi fu Viktor und Viktoria, diretto nel 1933 da Schünzel, uno dei suoi registi preferiti. La storia è quella che sarà ripresa cinquant'anni più tardi con Victor Victoria dal regista statunitense Blake Edwards e che avrà come protagonista Julie Andrews. Schünzel girò una storia sull'esibizione en travesti ma con nessuna implicazione omosessuale esplicita, al contrario di quella del film di Edwards.
La bionda bellezza nordica di Renate e le sue doti di cantante indussero le alte gerarchie del partito a vedere in lei una possibile nuova Marlene Dietrich, che, diventata da un giorno all'altro una star dopo la sua sfolgorante apparizione nell'Angelo azzurro, aveva infatti lasciato la Germania preferendo gli studios hollywoodiani della Paramount a quelli berlinesi dell'UFA. A niente erano valse le offerte e le lusinghe per farla ritornare sui suoi passi. Così dopo l'avvento del nazismo, al ministro della propaganda Goebbels, che stava appunto cercando una degna sostituta della transfuga, sembrò di averla trovata proprio in Renate Müller. Si adoperò per avvicinarla al Führer, tanto che alcuni parlarono addirittura di una storia tra Hitler e l'attrice. Ma lei si sottrasse a quelle manovre e rifiutò sempre di prendere parte a film dichiaratamente nazisti. Il suo atteggiamento insospettì Goebbels che la mise sotto sorveglianza, venendo a scoprire che l'attrice aveva una relazione con un attore ebreo emigrato a Londra, che lei raggiungeva non appena riusciva a trovare qualche momento libero.

## Filmografia
La filmografia, secondo IMDb, è completa

### Attrice
- Peter der Matrose, regia di Reinhold Schünzel (1929)
- Drei machen ihr Glück (o Teure Heimat), regia di Carl Wilhelm (1929)
- Revolte im Erziehungshaus, regia di Georg Asagaroff (1930)
- Liebe im Ring, regia di Reinhold Schünzel (1930)
- I cavalieri della montagna (Der Sohn der weißen Berge), regia di Mario Bonnard e Luis Trenker (1930)
- L'ala della fortuna (Liebling der Götter), regia di Hanns Schwarz (1930)
- Alle soglie dell'impero (Das Flötenkonzert von Sans-souci), regia di Gustav Ucicky (1930)
- Die Privatsekretärin, regia di Wilhelm Thiele (1931)
- Liebeslied, regia di Constantin J. David (1931)
- Die Blumenfrau von Lindenau, regia di Georg Jacoby (1931)
- La scappatella (Der kleine Seitensprung), regia di Reinhold Schünzel (1931)
- Sunshine Susie, regia di Victor Saville (1931)
- Marry Me, regia di Wilhelm Thiele (1932)
- Mädchen zum Heiraten, regia di Wilhelm Thiele (1932)
- Wie sag' ich's meinem Mann?, regia di Reinhold Schünzel (1932)
- Wenn die Liebe Mode macht, regia di Franz Wenzler (1932)
- Idylle au Caire, regia di Claude Heymann e Reinhold Schünzel (1933)
- Saison in Kairo, regia di Reinhold Schünzel (1933)
- Guerra di valzer (Walzerkrieg), regia di Ludwig Berger (1933)
- Vittorio e Vittoria (Viktor und Viktoria), regia di Reinhold Schünzel (1933)
- Tre donne sono troppe (Die englische Heirat), regia di Reinhold Schünzel (1934)
- Cortigiane di re Sole (Liselotte von del Pfalz), regia di Carl Froelich (1935)
- La donna del mio cuore (Liebesleute), regia di Erich Waschneck (1935)
- Allegria (Allotria), regia di Willi Forst (1936)
- Missione eroica (Eskapade), regia di Erich Waschneck (1936)
- Togger, regia di Jürgen von Alten (1937)

### Colonna sonora
- L'ala della fortuna (Liebling der Götter), regia di Hanns Schwarz - canzone: Ich bin ja so vergnügt (1930)
- Sunshine Susie, regia di Victor Saville - canzone: Today I Feel So Happy (1931)
- Saison in Kairo, regia di Reinhold Schünzel - canzone: Mir ist so, ich weiss nicht wie (1933)
- Tre donne sono troppe (Die englische Heirat), regia di Reinhold Schünzel - canzone: Liebe ist ein Geheihmniss (1934)

### Film o documentari dove appare Renate Müller
- Wir erinnern uns gern, regia di Werner Malbran (1941)